# Wahlkreis Meißen 4
Der Wahlkreis Meißen 4 (Wahlkreis 39) ist ein Landtagswahlkreis in Sachsen, der seit der Landtagswahl 2014 besteht. Er umfasst die Städte Coswig und Radebeul sowie die Gemeinde Moritzburg und damit den südöstlichen Teil des Landkreises Meißen. Bei der letzten Landtagswahl (im Jahr 2019) waren 51.210 Einwohner wahlberechtigt. Die Wahlbeteiligung lag bei 72,7 % (2014: 56,5 %).
Vorläufer des Wahlkreises war zu den Landtagswahlen 2004 und 2009 der Wahlkreis Meißen 2. Der Wahlkreis wurde durch Abgabe der Stadt Radeburg an den seit 2014 gültigen Wahlkreis Meißen 2 geschaffen.

## Wahl 2024
Die Landtagswahl 2024 führte zu folgendem Ergebnis:
| Direktkandidat            | Partei              | Erststimmen in % | Zweitstimmen in % |
| ------------------------- | ------------------- | ---------------- | ----------------- |
| Sven Eppinger             | CDU                 | 35,0             | 34,8              |
| René Hein                 | AfD                 | 32,3             | 29,2              |
| Anna Gorskih              | Die Linke           | 2,6              | 2,4               |
| Katja Meier               | GRÜNE               | 4,1              | 5,5               |
| Martin Dulig              | SPD                 | 14,0             | 8,6               |
| Johannes Schmidt-Ramos    | FDP                 | 1,1              | 1,1               |
| Torsten Andreas Franzke   | Freie Wähler        | 2,6              | 1,6               |
| –                         | Die Partei          | –                | 0,7               |
| –                         | Piraten             | –                | 0,3               |
| –                         | ÖDP                 | –                | 0,1               |
| –                         | BüSo                | –                | 0,1               |
| –                         | Tierschutz hier!    | –                | 1,0               |
| –                         | dieBasis            | –                | 0,3               |
| –                         | Bündnis C           | –                | 0,1               |
| –                         | Bündnis Deutschland | –                | 0,4               |
| Gunda Thielking           | BSW                 | 7,9              | 11,1              |
| Virgini Bistrosch-Büschel | Freie Sachsen       | 0,5              | 2,3               |
| –                         | V-Partei3           | –                | 0,1               |
| –                         | WU                  | –                | 0,2               |

## Wahl 2019
Die Landtagswahl 2019 hatte folgendes Ergebnis:
| Direktkandidat          | Partei       | Erststimmen in % | Zweitstimmen in % |
| ----------------------- | ------------ | ---------------- | ----------------- |
| Matthias Rößler         | CDU          | 29,4             | 31,8              |
| René Hein               | AfD          | 27,5             | 27,1              |
| Tobias Plessing         | GRÜNE        | 09,2             | 10,1              |
| Martin Dulig            | SPD          | 17,4             | 08,6              |
| Daniel Falco Borowitzki | Die Linke    | 06,6             | 07,8              |
| Alexander Wolf          | FDP          | 03,9             | 06,1              |
| Bernhard Kroemer        | Freie Wähler | 05,4             | 03,2              |
|                         | Sonstige     |                  | 08,7              |

## Wahl 2014
Die Landtagswahl 2014 hatte folgendes Ergebnis:
| Direktkandidat      | Partei          | Erststimmen in % | Zweitstimmen in % |
| ------------------- | --------------- | ---------------- | ----------------- |
| Matthias Rößler     | CDU             | 35,2             | 38,7              |
| Heinz Hoffmann      | Die Linke       | 12,7             | 14,7              |
| Martin Dulig        | SPD             | 21,0             | 13,8              |
| Kirsten Muster      | AfD             | 10,2             | 10,7              |
| Martin Oemichen     | GRÜNE           | 6,4              | 7,3               |
| Alexander Wolf      | FDP             | 3,4              | 4,4               |
| Ines Schreiber      | NPD             | 3,3              | 3,9               |
| Bernhard Kroemer    | Freie Wähler    | 5,8              | 3,0               |
| Andreas Bärisch     | Piraten         | 1,1              | 1,0               |
| –                   | Tierschutz      | –                | 1,1               |
| Ronald Galle        | BüSo            | 0,4              | 0,3               |
| Dietmar Klingenberg | DSU             | 0,4              | 0,3               |
| –                   | pro Deutschland | –                | 0,2               |
| –                   | Die PARTEI      | –                | 0,6               |

## Bisherige Abgeordnete
Direkt gewählte Abgeordnete des Wahlkreises 40 (Meißen 4/2) bzw. Meißen-Dresden Süd waren:
| Jahr | Name            | Partei | Anteil der Erststimmen |
| ---- | --------------- | ------ | ---------------------- |
| 2019 | Matthias Rößler | CDU    | 29,4 %                 |
| 2014 | Matthias Rößler | CDU    | 35,3 %                 |
| 2009 | Matthias Rößler | CDU    | 39,9 %                 |
| 2004 | Matthias Rößler | CDU    | 41,7 %                 |
| 1999 | Matthias Rößler | CDU    | 60,4 %                 |
| 1994 | Matthias Rößler | CDU    | 52,5 %                 |

## Landtagswahlen 1990–2019
Die Ergebnisse der Landtagswahlen seit 1990 im Gebiet des heutigen Wahlkreises 40 waren (Zweit- bzw. Listenstimmen):
| Partei    | 1990 | 1994 | 1999 | 2004 | 2009 | 2014 | 2019 |
| --------- | ---- | ---- | ---- | ---- | ---- | ---- | ---- |
| CDU       | 59,2 | 60,0 | 61,7 | 45,1 | 43,0 | 38,7 | 31,8 |
| AfD       | –    | –    | –    | –    | –    | 10,7 | 27,1 |
| GRÜNE     | 6,2  | 4,5  | 3,5  | 6,9  | 8,0  | 7,3  | 10,1 |
| SPD       | 14,9 | 13,8 | 8,3  | 8,6  | 10,1 | 13,8 | 8,6  |
| Die Linke | 8,3  | 14,7 | 19,2 | 19,8 | 16,1 | 14,6 | 7,8  |
| FDP       | 4,5  | 2,8  | 1,2  | 6,1  | 10,9 | 4,4  | 6,1  |
| Sonstige  | 6,2  | 4,1  | 4,5  | 6,5  | 6,5  | 6,5  | 8,7  |

(Differenzen zu 100 % durch Addition gerundeter Zahlen)